# Super Shore (temporada 1)
La grabación de Super Shore comenzó a finales de agosto de 2015. Se confirmó que se hospedarían en Grecia y parte de España. También se conoció que la fecha para su estreno estaría prevista para el 2 de febrero de 2016.
El programa se estrenó al público televidente en simultáneo el 2 de febrero de 2016 en las cadenas MTV Latinoamérica, MTV España y MTV Francia como se tenía previsto inicialmente.
En Latinoamérica, por medio de la plataforma de streaming de MTV Latinoamérica denominada MTV Play se emitieron todos los episodios de Super Shore dos días antes de su estreno en televisión (a partir del segundo episodio), de forma gratuita y sin costo extra.
El reparto se conformaría por: Abraham García, Arantxa Bustos y Esteban Martínez de Gandía Shore, Fernando Lozada, Karime Pindter, Manelyk González y Luis Caballero de Acapulco Shore, Igor Freitas de Are you the one? Brasil y Elettra Lamborghini. Tras la salida de Luis "Potro" Caballero del programa, Luis "Jawy" Méndez hizo una aparición especial sustituyéndolo en el episodio 12 y 13.

## Elenco
Principal:
A continuación los miembros de reparto y su descripción:
- Abraham García - Creo que al final de va a liar, ¡si, si si, vamo', vamo'!.
- Arantxa Bustos - Yo soy muy, muy romántica.
- Elettra Lamborghini - La matadora de Italia.
- Esteban Martínez - Hú, hú, hú, que comience la locura.
- Fernando Lozada - Yo les voy a enseñar aquí como se liga.
- Igor Freitas - Sha sha sha, sha sha sha y sha sha sha.
- Karime Pindter - ¡Taconea bonita, taconea!.
- Luis "Potro" Caballero - Potro va a conquistar a las españolas.
- Manelyk González - Diversión pura pajaritos.

Recurrente:
A continuación los miembros del reparto no acreditados como principales:
- Luis "Jawy" Méndez.

### Duración del Reparto
| Nombre   | Episodios | Episodios | Episodios | Episodios | Episodios | Episodios | Episodios | Episodios | Episodios | Episodios | Episodios | Episodios | Episodios |
| Nombre   | 1         | 2         | 3         | 4         | 5         | 6         | 7         | 8         | 9         | 10        | 11        | 12        | 13        |
| Abraham  |           |           |           |           |           |           |           |           |           |           |           |           |           |
| Arantxa  |           |           |           |           |           |           |           |           |           |           |           |           |           |
| Elettra  |           |           |           |           |           |           |           |           |           |           |           |           |           |
| Esteban  |           |           |           |           |           |           |           |           |           |           |           |           |           |
| Fernando |           |           |           |           |           |           |           |           |           |           |           |           |           |
| Igor     |           |           |           |           |           |           |           |           |           |           |           |           |           |
| Karime   |           |           |           |           |           |           |           |           |           |           |           |           |           |
| Mane     |           |           |           |           |           |           |           |           |           |           |           |           |           |
| Potro    |           |           |           |           |           |           |           |           |           |           |           |           |           |
| Jawy     |           |           |           |           |           |           |           |           |           |           |           |           |           |
| -------- | --------- | --------- | --------- | --------- | --------- | --------- | --------- | --------- | --------- | --------- | --------- | --------- | --------- |